# Bodiluddelingen 1989
Bodiluddelingen 1989 blev afholdt i 1989 på Dagmar Teatret i København og markerede den 42. gang at Bodilprisen blev uddelt.
Søren Kragh-Jacobsen vinder sin anden Bodil for bedste danske film med Skyggen af Emma, mens det er Morten Arnfreds Himmel og Helvede, der ellers løber med flest priser for de fleste skuespiller-kategorier.

## Vindere
| Bedste mandlige hovedrolle                | Bedste kvindelige hovedrolle          |
| ----------------------------------------- | ------------------------------------- |
| - Ole Lemmeke for Himmel og Helvede       | - Karina Skands for Himmel og Helvede |
| Bedste mandlige birolle                   | Bedste kvindelige birolle             |
| - Erik Mørk for Himmel og Helvede         | - Tine Miehe-Renard for Ved vejen     |
| Bedste danske film                        | Bedste ikke-europæiske film           |
| - Skyggen af Emma af Søren Kragh-Jacobsen | - The Dead af John Huston             |
| Bedste europæiske film                    | Bedste dokumentarfilm                 |
| - Vi ses igen af Louis Malle              | - ikke uddelt                         |